# A85 (Groot-Brittannië)
De A85 is een 153 km lange weg in Schotland.
De weg verbindt Oban via Crianlarig, Crieff en Perth met Dundee.

## Hoofdbestemmingen
- Crieff
- Perth
- Dundee